# Taneti Maamau
Taneti Maamau (Onotoa, 16 de setembro 1960) é o atual Presidente de Kiribati desde 11 de março de 2016.